# 12月17日
12月17日（じゅうにがつじゅうしちにち）は、グレゴリオ暦で年始から351日目（閏年では352日目）にあたり、年末まであと14日ある。

## できごと
- 546年 - 東ゴート王トーティラがローマを占領。
- 1600年 - フランス国王アンリ4世がマリー・ド・メディシスと結婚。
- 1777年 - フランスがアメリカ合衆国の初承認国となる。
- 1790年 - メキシコシティで太陽の石が発掘される。
- 1819年 - シモン・ボリバルが大コロンビアの初代大統領に就任。
- 1865年 - シューベルトの交響曲第7番（未完成交響曲）がウィーンで初演。
- 1880年 - 東京・京橋にて臼井六郎による日本史上最後の仇討ち（あだうち）事件が発生。
- 1902年 - 教科書疑獄事件で200名以上が摘発される。
- 1903年 - ライト兄弟が人類初の有人動力飛行に成功。
- 1907年 - ウゲン・ワンチュクが初代ブータン国王に即位。
- 1908年 - 九州電気軌道（西日本鉄道の祖）が設立。
- 1920年 - 南洋諸島が日本の委任統治領となる。
- 1924年 - 北海道小樽駅構内の波止場で荷揚げ作業中の爆薬13トンが爆発。死者・行方不明者85人、負傷者264人[1]。
- 1926年 - リトアニアで元大統領アンターナス・スメトナらがクーデターを起こし、大統領カジス・グリニウスを追放（en:1926 Lithuanian coup d'état）。
- 1935年 - ダグラス DC-3型機が初飛行。
- 1939年 - 第二次世界大戦: ウルグアイから国外退去を通告されたドイツのポケット戦艦「アドミラル・グラーフ・シュペー」がモンテビデオ港外で自沈。
- 1944年 - 第二次世界大戦・バルジの戦い: マルメディ虐殺事件。
- 1945年 - ホンジュラスが国連に加盟。
- 1945年 - 衆議院議員選挙法改正公布。婦人参政権・大選挙区制などを規定。
- 1957年 - アメリカが大陸間弾道ミサイル（ICBM）「アトラス」の発射実験に成功。
- 1957年 - 上野動物園内に日本初のモノレール（東京都交通局上野懸垂線）が開業。
- 1961年 - インド軍によってポルトガル領ゴアが占領される。
- 1967年 - オーストラリアのハロルド・ホルト首相が海で泳いでいる最中に行方不明になる。
- 1967年 - 呉市交通局の呉市電が廃止。
- 1983年 - ロンドンの百貨店ハロッズでIRAによる爆弾テロ、5名が死亡（en:Harrods bombing）。
- 1987年 - 千葉県東方沖地震が発生、死者2名。
- 1987年 - カプコンよりロックマンシリーズ第1作発売。
- 1989年 - アメリカのテレビアニメ『ザ・シンプソンズ』が放送開始。
- 1992年 - 1974年の多摩川水害訴訟の差戻控訴審で原告住民側が勝訴。
- 1996年 - ペルー日本大使公邸人質事件が発生。
- 1997年 - 日本で介護保険法公布。
- 1998年 - イラク武装解除問題: 米・英両国共同でイラクに対し砂漠の狐作戦を開始。
- 1999年 - イラク武装解除問題に関する国際連合安全保障理事会決議1284が採択される。
- 2000年 - 京福電気鉄道越前本線列車衝突事故が発生（松岡町）。なお同社は、翌年6月24日にも事故を引き起こす。
- 2010年 - 取手駅通り魔事件が発生。
- 2010年 - ジャスミン革命: モハメド・ブアジジが抗議の焼身自殺を試みる[2]。
- 2011年 - ソニー・コンピュータエンタテインメントよりPlayStation Vitaが発売される[3]。
- 2015年 - 産経新聞ソウル支局長名誉毀損起訴事件:産経新聞の加藤達也・前ソウル支局長に対し、ソウル中央地裁の李東根裁判長が無罪判決[4]。
- 2021年 - 北新地ビル放火殺人事件が発生。大阪市北区北新地の雑居ビルで、放火殺人目的とみられる火災が発生し、26人（容疑者含む）が死亡した[5]。
- 2024年 - バヌアツの首都ポートビラの西方沖でM7.3の地震が発生。アメリカ大使館が入居するビルなどが倒壊、16人以上が死亡、210人以上が負傷した[6]。

## 誕生日

### 人物

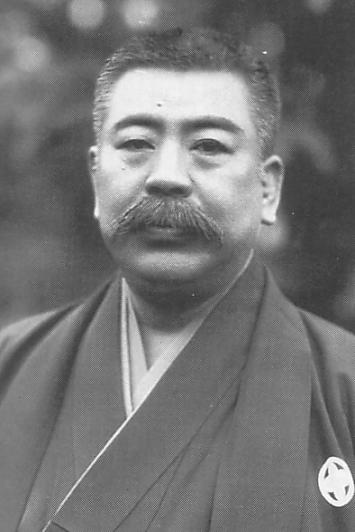
講談社創業者野間清治(1878-1938)誕生。「雑誌王」と呼ばれ、昭和時代前期の出版界を牽引した。

- 1239年（延応元年11月21日） - 藤原頼嗣、鎌倉幕府第5代将軍、最後の摂家将軍（+ 1256年）
- 1267年（文永4年12月1日） - 後宇多天皇、第91代天皇（+ 1324年）
- 1630年（寛永7年11月14日） - 貝原益軒、本草学者、儒学者（+ 1714年）
- 1706年 - エミリー・デュ・シャトレ、数学者、物理学者、著作家（+ 1749年）
- 1733年（享保18年11月12日） - 毛利広寛、周防徳山藩第6代藩主（+ 1764年）
- 1777年 - フランソワ・マリウス・グラネ、画家（+ 1849年）
- 1778年 - ハンフリー・デービー、化学者（+ 1829年）
- 1809年（文化6年11月11日） - 板倉勝明、上野安中藩第5代藩主（+ 1857年）
- 1830年 - ジュール・ド・ゴンクール、小説家、美術評論家（+ 1870年）
- 1835年 - アレキザンダー・アガシー、エンジニア、海洋学者（+ 1910年）
- 1842年 - ニルス・ホシュベリ、画家（+ 1934年）
- 1859年 - ビル・ハッチソン、プロ野球選手（+ 1926年）
- 1876年 - 島木赤彦、歌人（+ 1926年）
- 1878年 - 野間清治、教育者、出版人、講談社創業者、元報知新聞社社長（+ 1938年）
- 1879年 - 倉元要一、政治家（+ 1942年）
- 1881年 - 田邊宗英、実業家（+ 1957年）
- 1881年 - イングバル・ブリン、フィギュアスケート選手（+ 1947年）
- 1884年 - アリソン・アトリー、童話作家（+ 1976年）
- 1884年 - チャールズ・トムリンソン・グリフス、作曲家（+ 1920年）
- 1887年 - 竹内京治、政治家（+ 1966年）
- 1887年 - 有馬頼寧、実業家、プロ野球球団オーナー（+ 1957年）
- 1889年 - ハーバート・ハロルド・リード、地質学者（+ 1970年）
- 1894年 - ハンス・ヘニー・ヤーン、作家、オルガン制作者（+ 1958年）
- 1900年 - 勅使河原蒼風、いけばな草月流初代家元（+ 1979年）
- 1905年 - シモ・ヘイヘ、軍人、狙撃手（+ 2002年）
- 1915年 - アンドレ・クラヴォ（André Claveau）、歌手（+ 2007年）
- 1915年 - ロバート・ダール 、政治学者（+ 2014年）
- 1918年 - 宮崎剛、元プロ野球選手（+ 2015年）
- 1920年 - ケネス・アイバーソン、計算機科学者（+ 2004年）
- 1921年 - おおば比呂司、漫画家（+ 1988年）
- 1922年 - 小鶴誠、元プロ野球選手（+ 2003年）
- 1927年 - 米川泰夫、元プロ野球選手
- 1930年 - 諸井誠、作曲家（+ 2013年）
- 1930年 - アーミン・ミューラー＝スタール、俳優
- 1934年 - ケント・ハドリ、元プロ野球選手（+ 2005年）
- 1936年 - フランシスコ、第266代ローマ教皇（+ 2025年）
- 1937年 - ジャイメ・レルネル、都市計画家（+ 2021年）
- 1937年 - 麻生実男、元プロ野球選手（+ 1991年）
- 1937年 - アート・ネヴィル、R&Bミュージシャン（+ 2019年）
- 1937年 - ジョン・ケネディ・トゥール、作家（+ 1969年）
- 1938年 - ピーター・スネル、陸上選手（+ 2019年）
- 1939年 - 10代目柳家小三治、落語家（+ 2021年）
- 1939年 - リチャード・ン、俳優（+ 2023年）
- 1940年 - 山田耕嗣、放送評論家（+ 2008年）
- 1940年 - 三島ゆり子、女優
- 1940年 - スティーヴン・コヴァセヴィチ、ピアニスト
- 1941年 - 藤山陽子、女優（+ 2022年）
- 1941年 - アレクサンダー・ノイマイスター、インダストリアルデザイナー
- 1943年 - 上田廣一、弁護士、元検察官
- 1944年 - ジャック・L・チョーカー、SF作家（+ 2005年）
- 1944年 - ベネ・フェレンツ、元サッカー選手（+ 2006年）
- 1945年 - ジャクリーン・ウィルソン、児童文学作家
- 1946年 - 有藤通世、元プロ野球選手、プロ野球監督
- 1946年 - ユージン・レヴィ、俳優
- 1946年 - 加藤国洋、政治家、元山形県尾花沢市長（+ 2024年）
- 1947年 - ウェス・ステュディ、俳優
- 1947年 - 今野東、政治家（+ 2013年）
- 1948年 - 西川知雄、弁護士
- 1948年 - ダリル・ウェイ、ヴァイオリニスト
- 1949年 - ポール・ロジャース、ロック歌手
- 1949年 - 原野一博、元プロ野球選手
- 1949年 - ソティリス・カヤファス、元サッカー選手
- 1951年 - コリーン・オコーナー、フィギュアスケート選手
- 1951年 - タチアナ・カザンキナ、元陸上競技選手
- 1952年 - 加藤邦彦、元プロ野球選手
- 1953年 - 橋本弘山、政治家、東京都羽村市長
- 1953年 - ビル・プルマン、映画俳優
- 1956年 - ピーター・ファレリー（Peter Farrelly）、映画監督
- 1957年 - 夏目雅子、女優（+ 1985年）
- 1958年 - 假屋崎省吾、華道家、タレント
- 1958年 - マイク・ミルズ、ベーシスト（R.E.M.）
- 1958年 - 根本由美、女優
- 1959年 - 青山道雄、元プロ野球選手
- 1959年 - マーベル・ウイン、元プロ野球選手
- 1959年 - グレッグ・アラキ、映画監督
- 1960年 - TARAKO、声優、シンガーソングライター（+ 2024年）
- 1960年 - モレノ・アルゼンティン、元自転車競技選手
- 1961年 - 御童カズヒコ、漫画家（+ 2024年）
- 1962年 - 恩田尚之、アニメーター
- 1962年 - 上祐史浩、宗教家
- 1962年 - 橘髙淳、元プロ野球選手、プロ野球審判員
- 1962年 - ロッコ・ミーディエート、ゴルファー
- 1962年 - ガリーナ・マルチュギナ、陸上競技選手
- 1964年 - 須藤真澄、漫画家
- 1965年 - 池山隆寛、元プロ野球選手
- 1965年 - 芹沢直美、実業家、元アイドル
- 1966年 - 有森裕子、元マラソン選手
- 1966年 - 脇浜紀子、大学教授、元アナウンサー
- 1966年 - 本村健太郎、弁護士、俳優
- 1966年 - ワレリー・リューキン、体操選手
- 1967年 - 松田慎司、元プロ野球選手
- 1967年 - ジジ・ダゴスティーノ（Gigi D'Agostino）、DJ
- 1967年 - 馬渡松子、シンガーソングライター
- 1968年 - 加藤学、政治家
- 1968年 - 斎藤充弘、元プロ野球選手
- 1968年 - ポール・トレーシー、レーサー
- 1969年 - 田村潔司、プロレスラー、総合格闘家
- 1969年 - 村井克行、俳優
- 1969年 - ルディ・ペンバートン、元プロ野球選手
- 1969年 - チャック・リデル、元総合格闘家
- 1970年 - 西村知美、女優、タレント、歌手
- 1970年 - ステラ・テナント、ファッションモデル（+ 2020年）
- 1971年 - 牧瀬里穂、女優
- 1971年 - きみづか葵、イラストレーター
- 1971年 - アントワン・リゴドー、元バスケットボール選手
- 1972年 - 佐々木恭子、アナウンサー
- 1972年 - ローリー・ホールデン、女優
- 1972年 - ジョン・アブラハム、俳優
- 1973年 - ポーラ・ラドクリフ、マラソン選手
- 1973年 - 大関正義、俳優
- 1973年 - フレディ・エレーラ、元野球選手
- 1974年 - ジョヴァンニ・リビシ、俳優
- 1974年 - サラ・ポールソン、女優
- 1974年 - 佐藤貴史、俳優、声優、スーツアクター
- 1975年 - 舟山弘一、アクション俳優（+ 2018年）
- 1975年 - 福地寿樹、元プロ野球選手
- 1975年 - スサンティカ・ジャヤシンゲ、短距離走選手
- 1975年 - ミラ・ジョヴォヴィッチ、女優
- 1975年 - 青木まゆこ、女優、声優
- 1975年 - ニコラス・ディンスモア、プロレスラー
- 1975年 - ニコライ・モロゾフ、フィギュアスケートコーチ
- 1976年 - 伊藤剛、元プロ野球選手
- 1976年 - パトリック・ミュラー、サッカー選手
- 1976年 - ニル・ダヴィドヴィッチ（Nir Davidovich）、サッカー選手
- 1976年 - タケオ・スパイクス（Takeo Spikes）、アメリカンフットボール選手
- 1977年 - アルノー・クレマン、テニス選手
- 1977年 - 塩川岳人、元サッカー選手
- 1978年 - マニー・パッキャオ、プロボクサー
- 1978年 - 池田努、俳優
- 1978年 - チェイス・アトリー、元プロ野球選手
- 1978年 - アレックス・シントロン、元プロ野球選手
- 1978年 - リテーシュ・デーシュムク、俳優
- 1978年 - 寺島よしき、英語講師
- 1978年 - 星野リリィ、漫画家
- 1979年 - KEN、ダンサー（琉-UNIT、元DA PUMP）
- 1979年 - ライアン・キー（Ryan Key）、ミュージシャン（イエローカード）
- 1979年 - ジェイミー・フォックスワース（Jaimee Foxworth）、ミュージシャン
- 1979年 - ドミトリー・パラマルチュク、フィギュアスケート選手
- 1979年 - 川村エミコ、お笑いタレント（たんぽぽ）
- 1979年 - バイク川崎バイク、お笑いタレント
- 1980年 - 白河理子、タレント、コラムニスト
- 1981年 - 大瀧彩乃、スタイリスト、元アイドル（チェキッ娘）
- 1981年 - 川久保拓司、俳優
- 1981年 - 竹下玲奈、ファッションモデル、タレント
- 1981年 - ティム・ヴィーゼ、元サッカー選手
- 1982年 - 番ことみ、グラビアアイドル、タレント
- 1982年 - 水野良樹、ミュージシャン（いきものがかり）
- 1982年 - 狩野恵輔、元プロ野球選手
- 1982年 - ジョシュ・バーフィールド、元プロ野球選手
- 1982年 - クレイグ・キールバーガー（Craig Kielburger）、活動家
- 1982年 - ライアン・モーツ（Ryan Moats）、アメリカンフットボール選手
- 1982年 - ステファン・ラズミー、元プロバスケットボール選手
- 1983年 - 坂田直貴、俳優
- 1983年 - 斎藤広祐、DJ、作曲家
- 1983年 - 織田真子、AV女優
- 1983年 - 工藤あさぎ、元ファッションモデル、元タレント
- 1983年 - 三苫千景、元レースクイーン、元タレント
- 1983年 - セバスチャン・オジェ、ラリードライバー
- 1984年 - 上田航平、お笑いタレント（ゾフィー）
- 1984年 - ふくい舞、シンガーソングライター
- 1984年 - 福田明日香、歌手、元アイドル（PEACE$TONE、元モーニング娘。）
- 1984年 - 高木和正、元サッカー選手
- 1985年 - 緒方龍一、歌手（ALL CITY STEPPERS、元w-inds.）
- 1985年 - フェルナンド・エイバッド、プロ野球選手
- 1985年 - 玉城裕規、俳優
- 1986年 - 加島茜、ミュージカル俳優
- 1986年 - 小出あかり、タレント、書道家
- 1986年 - Masato、ミュージシャン（coldrain）
- 1987年 - 染谷俊之、俳優
- 1987年 - 橋本全一、俳優
- 1987年 - チェルシー・マニング、元軍人
- 1987年 - ドノバン・ソラーノ、プロ野球選手
- 1988年 - 陳善有、ショートトラックスピードスケート選手
- 1988年 - 高梨臨、タレント、女優
- 1988年 - グレテ・グリュンベルク、元フィギュアスケート選手
- 1988年 - アメリー・ラコステ、元フィギュアスケート選手
- 1988年 - UMI☆KUUN、シンガーソングライター、YouTuber（NormCore）
- 1988年 - 金原亭杏寿、落語家
- 1989年 - アレッシア・バルド、フィギュアスケート選手
- 1990年 - 則本昂大、プロ野球選手
- 1990年 - 竹田真恋人、女優
- 1990年 - 松崎駿司、俳優
- 1990年 - 白武ときお、放送作家
- 1991年 - 泉澤仁、サッカー選手
- 1991年 - 宇野慎太郎、お笑いタレント（さすらいラビー）
- 1992年 - 大島育宙、YouTuber、お笑いタレント（XXCLUB）
- 1992年 - 清水あいり、タレント、グラビアアイドル
- 1992年 - 藤川拓也、陸上選手
- 1992年 - 山﨑賢人、競輪選手
- 1993年 - 朝日奈丸佳、声優
- 1993年 - 衣川里佳、声優
- 1993年 - 山城奈々、ゴルファー
- 1993年 - 松井一矢、陸上選手、トライアスロン選手
- 1993年 - 原修太、バスケットボール選手
- 1995年 - 橋本友梨英、アイドル（スチームガールズ）
- 1996年 - 岩橋玄樹、タレント（元King & Prince）
- 1996年 - エリザベータ・トゥクタミシェワ、フィギュアスケート選手
- 1996年 - ダーウィンゾン・ヘルナンデス、プロ野球選手
- 1997年 - 前川優希、役者
- 1997年 - 宇野昌磨、フィギュアスケート選手
- 1997年 - 大岩龍一、プロゴルファー
- 1998年 - 川上千尋、アイドル（NMB48）
- 1998年 - 髙橋成樹、元サッカー選手
- 1999年 - 佐々木美玲、アイドル（元日向坂46）
- 1999年 - 横島亜衿、元タレント、元アイドル（元AKB48 ）
- 2001年 - 小野田紗栞、アイドル（つばきファクトリー）
- 2001年 - 三浦璃来、フィギュアスケート選手
- 2002年 - 佐藤龍我、アイドル（ジュニア、ACEes）
- 2002年 - 壷井達也、フィギュアスケート選手
- 2002年 - 上西萌々、タレント
- 2002年 - 川嶋美晴、雀士、元アイドル（元SKE48 ）
- 2003年 - 岡本姫奈[7][8]、アイドル（乃木坂46）
- 2002年 - 上野結生、カーリング選手
- 2005年 - 高橋翔聖、プロ野球選手
- 2007年 - ジェームズ、イギリス王族
- 2007年 - 西尾希美、グラビアアイドル
- 2009年 - 安山夢子、俳優
- 2015年 - 鈴木誉、子役
- 生年不詳 - 佐久間元輝[9]、声優
- 生年不詳 - 澤田将考、元声優
- 生年不詳 - 缶乃[10]、漫画家、同人作家

### 人物以外（動物など）
- 2001年 - 雄浜、ジャイアントパンダ

## 忌日

### 人物

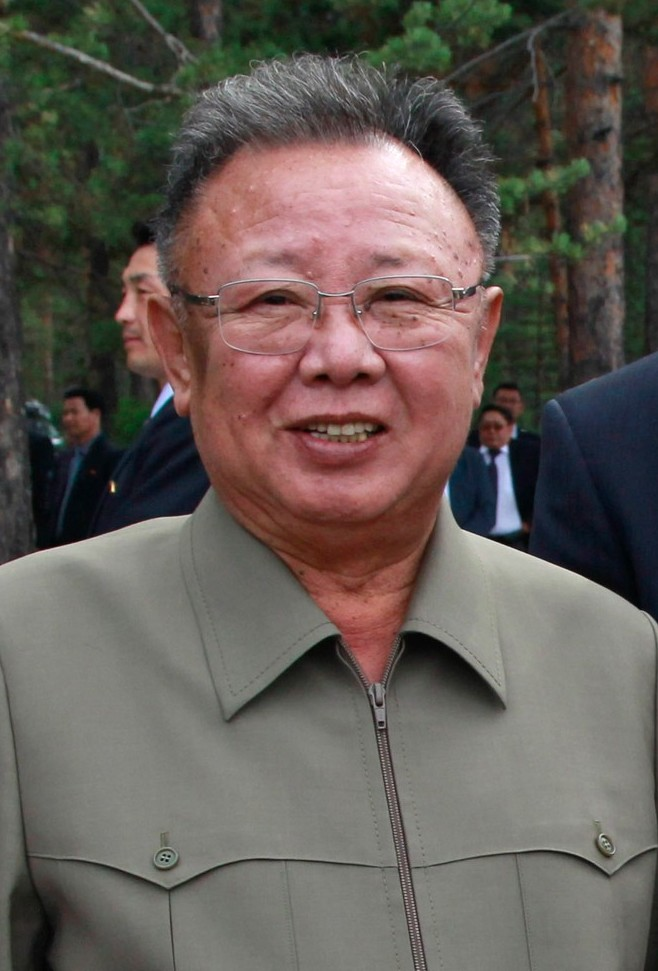
北朝鮮総書記金正日(1941-2011)没。

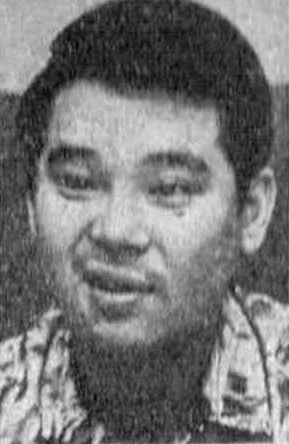
笑点の初代大喜利メンバー、落語家林家こん平(1943-2020)没。

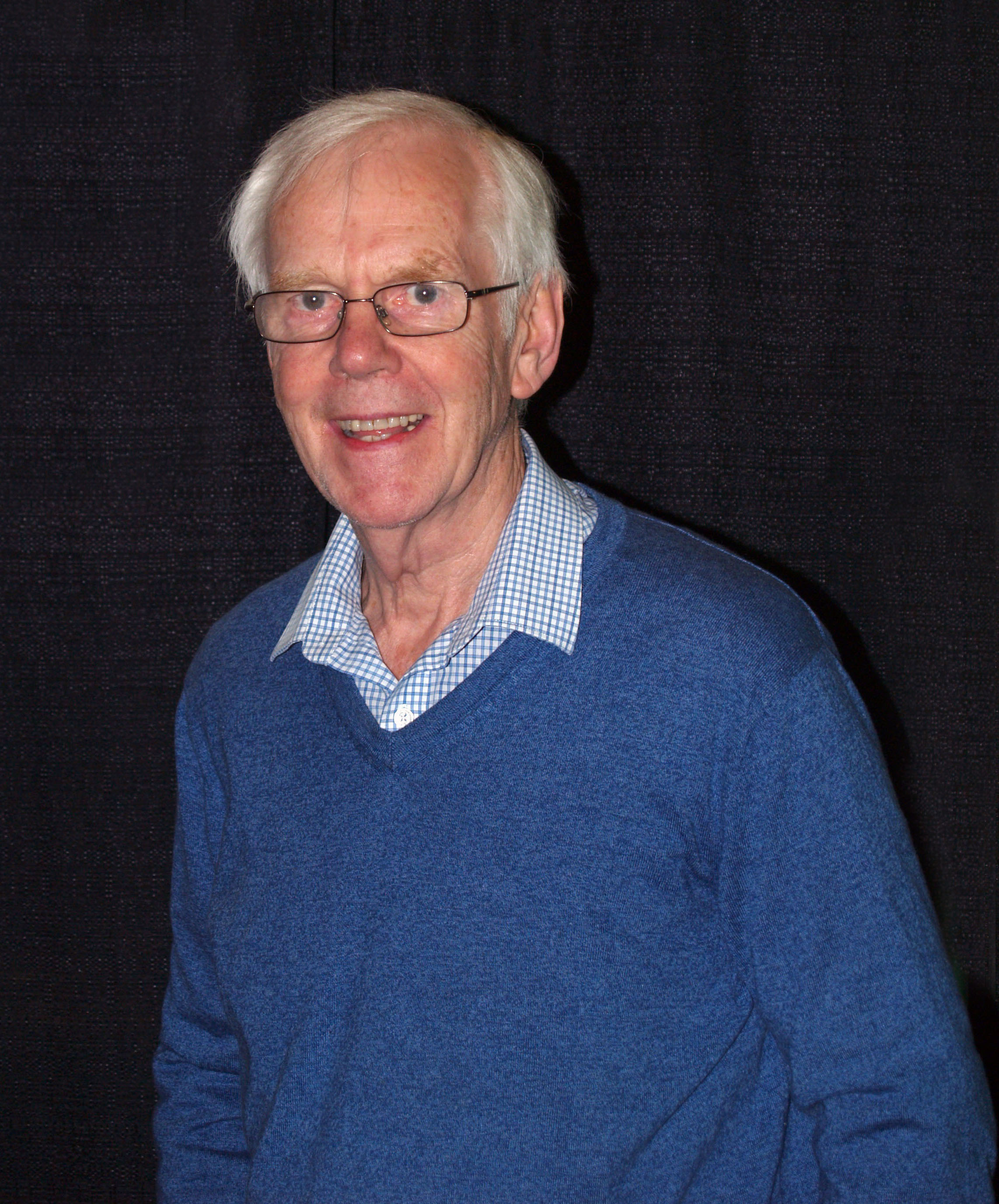
俳優ピエール・ブヨヤ(1945-2020)没。

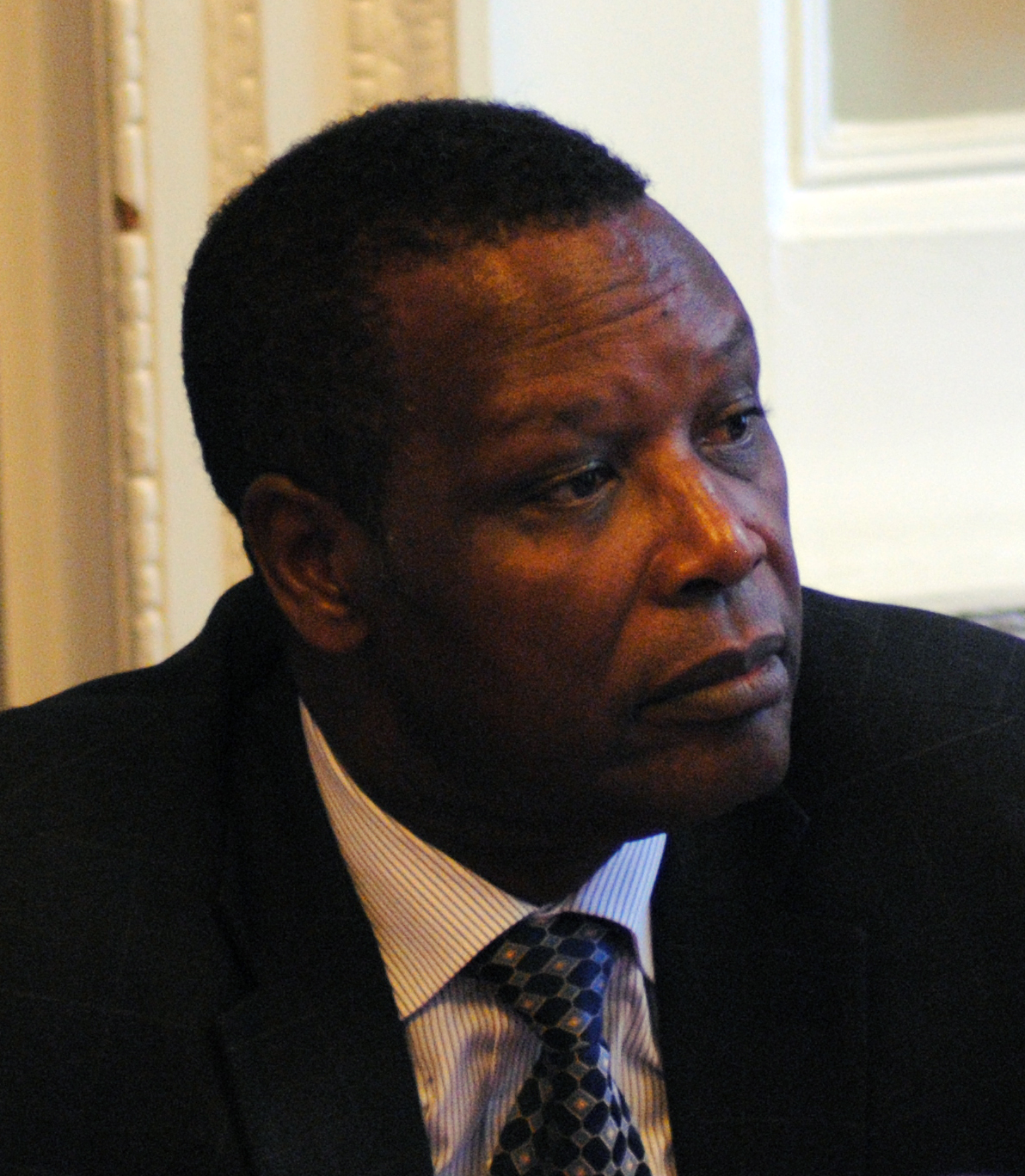
軍事、政治家ピエール・ブヨヤ(1949-2020)没。第3・7代ブルンジ大統領を務めた。

- 942年 - ギヨーム1世、ノルマンディー公
- 952年 - ユーグ黒公、ブルゴーニュ公
- 1187年 - グレゴリウス8世、第173代ローマ教皇（* 1100年頃）
- 1219年もしくは1120年 - コノン・ド・ベテュヌ、十字軍参加者、詩人（* 1150年頃）
- 1273年 - ジャラール・ウッディーン・ルーミー、詩人（* 1207年）
- 1325年（正中2年11月12日） - 島津忠宗、鎌倉時代の武将、島津氏第4代当主（* 1251年）
- 1559年 - イレーネ・ディ・スピリンベルゴ（英語版）、画家、詩人（* 1538年）
- 1596年（慶長元年10月28日） - 酒井忠次、戦国時代、安土桃山時代の武将（* 1527年）
- 1655年（明暦元年11月20日） - 宇喜多秀家、安土桃山時代の大名、岡山城主（* 1573年）
- 1763年 - フリードリヒ・クリスティアン、ザクセン選帝侯（* 1722年）
- 1802年 - ヨハネス・ヴィーデヴェルト（英語版）、彫刻家（* 1731年）
- 1804年 - ピエール・ジュリアン、彫刻家（* 1731年）
- 1822年 - ジョバンニ・ファブローニ、博物学者、経済学者、農学者、化学者（* 1752年）
- 1830年 - シモン・ボリバル、大コロンビア大統領（* 1783年）
- 1833年 - カスパー・ハウザー、素性不明の捨て子として知られる人物（* 1812年）
- 1837年（天保8年11月20日）- 藤原林七、石工（* 1765年）
- 1847年 - マリア・ルイーザ、フランス皇帝ナポレオン1世の妻、パルマ公国女公（* 1791年）
- 1849年（嘉永2年11月3日） - 松本幸四郎 (6代目)、歌舞伎役者（* 1811年）
- 1857年 - フランシス・ボーフォート、海軍軍人、気象学者（* 1774年）
- 1860年 - デジレ・クラリー、スウェーデン王カール14世ヨハンの王妃（* 1777年）
- 1867年（慶応3年11月22日） - 阿部正方、第9代備後福山藩主（* 1848年）
- 1870年 - サヴェリオ・メルカダンテ、作曲家（* 1795年）
- 1881年 - ルイス・ヘンリー・モーガン、文化人類学者（* 1818年）
- 1895年 - イリニ・ヤーノシュ、発明家、化学者（* 1817年）
- 1896年 - パウル・カール・バイヤスドルフ（英語版）、薬剤師（* 1836年）
- 1897年 - アルフォンス・ドーデ、小説家（* 1840年）
- 1907年 - ウィリアム・トムソン（ケルヴィン卿）、物理学者（* 1824年）
- 1909年 - レオポルド2世、ベルギー王（* 1835年）
- 1917年 - エリザベス・ギャレット＝アンダースン、医師（* 1836年）
- 1917年 - フランク・ゴッチ、プロレスラー（* 1878年）
- 1930年 - ピーター・ウォーロック、作曲家、音楽評論家（* 1894年）
- 1933年 - ポール・リッシェ、解剖学者、生理学者、彫刻家（* 1849年）
- 1938年 - 小川芋銭、日本画家（* 1868年）
- 1940年 - アリシア・ブール・ストット（英語版）、数学者（* 1860年）
- 1940年 - オズワルド・ブルース・クーパー（英語版）、活字デザイナー（* 1879年）
- 1944年 - 一木喜徳郎、法学者、政治家、教育者（* 1867年）
- 1946年 - コンスタンス・ガーネット、翻訳家（* 1861年）
- 1947年 - ヨハンス・ブレンステッド、化学者（* 1879年）
- 1957年 - ドロシー・L・セイヤーズ、推理小説家（* 1893年）
- 1960年 - 水谷長三郎、政治家（* 1897年）
- 1962年 - カール・ディーム（英語版）、スポーツ研究者、1936年べルリンオリンピック事務総長（* 1882年）
- 1962年 - トーマス・ミッチェル、俳優、劇作家（* 1892年）
- 1964年 - ビクター・フランツ・ヘス、物理学者（* 1883年）
- 1965年 - ヘイスティングス・イスメイ、政治家、軍人（* 1887年）
- 1967年 - 山梨勝之進、軍人（* 1877年）
- 1967年 - 南波杢三郎、検察官（* 1883年）
- 1973年 - チャールズ・アボット、天文学者（* 1872年）
- 1973年 - 山内義雄、フランス文学者、元早稲田大学教授（* 1894年）
- 1975年 - ハウンド・ドッグ・テイラー、ブルースギタリスト、歌手（* 1915年）
- 1975年 - 深代惇郎、朝日新聞記者（* 1929年）
- 1976年 - フィリップ・ヘンリー・キューネン、地質学者（* 1902年）
- 1980年 - 吉阪隆正、建築家（* 1917年）
- 1981年 - マーク・ゲイン、ジャーナリスト（* 1902年）
- 1981年 - 比佐芳武、脚本家（* 1904年）
- 1982年 - 宮下正美、教育評論家、児童文学（* 1901年）
- 1983年 - 前田義徳、第10代日本放送協会会長、ジャーナリスト（* 1906年）
- 1983年 - 橋川文三、政治学者、評論家（* 1922年）
- 1987年 - マルグリット・ユルスナール、小説家（* 1903年）
- 1988年 - 楠本憲吉、俳人、随筆家（* 1922年）
- 1991年 - 相田みつを、詩人、書家（* 1924年）
- 1992年 - 山川惣治、絵物語作家、漫画原作者（* 1908年）
- 1992年 - ダナ・アンドリュース、俳優（* 1909年）
- 1992年 - 澤野久雄、小説家（* 1912年）
- 1992年 - 森本元子、国文学者（* 1912年）
- 1993年 - 稲田定雄、ロシア文学者、歌人、作家（* 1909年）
- 1995年 - 安井琢磨、経済学者（* 1909年）
- 1996年 - 曲直部寿夫、心臓外科医（* 1921年）
- 1996年 - 李翰祥、映画監督（* 1926年）
- 1996年 - 鴨武彦、国際政治学者（* 1942年）
- 1998年 - 星野慎一、ドイツ文学者、翻訳家（* 1909年）
- 1999年 - グローヴァー・ワシントン・ジュニア、スムーズジャズのサクソフォーン奏者（* 1943年）
- 2000年 - ジェラール・ブラン、俳優、映画監督（* 1930年）
- 2001年 - 南博、心理学者（* 1914年）
- 2001年 - 太田大三、政治家、元盛岡市長（* 1925年）
- 2002年 - 舘盛静光、政治家、元相模原市長（* 1914年）
- 2002年 - 加古三枝子、声楽家（* 1916年）
- 2002年 - 小沢貞孝、政治家（* 1916年）
- 2002年 - 磯田憲一、プロ野球選手（* 1924年）
- 2002年 - 有明夏夫、作家（* 1936年）
- 2003年 - 澤井修一、銀行家、山形しあわせ銀行頭取（* 1911年）
- 2003年 - オットー・グレアム、元アメリカンフットボール選手、元バスケットボール選手（* 1921年）
- 2003年 - 富士錦猛光、大相撲力士（* 1937年）
- 2004年 - 辻本俊夫、作詞家、川柳作家（* 1921年）
- 2004年 - 塚田京子、ソプラノ歌手（* 1949年）
- 2005年 - 宗川信夫、映画撮影監督（* 1918年）
- 2005年 - ジャック・アンダーソン、コラムニスト、ピューリッツァー賞受賞者（* 1922年）
- 2005年 - 上田吉一、教育哲学者・心理学者、姫路工業大学名誉教授（* 1925年）
- 2005年 - スヴェレ・ステネルセン、1956年コルチナ・ダンペッツオ五輪スキーノルディック複合金メダリスト（* 1926年）
- 2006年 - 永原稔、政治家（* 1921年）
- 2006年 - 山本悟、官僚、元侍従長（* 1925年）
- 2006年 - 市川青虎、歌舞伎役者（* 1926年）
- 2006年 - 岸田今日子、女優、童話作家（* 1930年）
- 2006年 - ラリー・シェリー（英語版）、元プロ野球選手（* 1935年）
- 2006年 - エスコ・ニッカリ（英語版）、俳優（* 1938年）
- 2007年 - ジョエル・ドーン、音楽プロデューサー（* 1942年）
- 2008年 - 武士桑風、書家（* 1913年）
- 2008年 - サミー・ボウ、アメリカンフットボール選手（* 1914年）
- 2008年 - 河合絃司、俳優（* 1918年）
- 2008年 - トゥルグン・アリマトフ（英語版）、ミュージシャン、クラシック音楽・民俗音楽作曲家（* 1922年）
- 2008年 - 上田哲、ジャーナリスト、政治家（* 1928年）
- 2008年 - ウィロビー・シャープ（英語版）、芸術家、キュレーター（* 1936年）
- 2008年 - 真田健一郎、俳優（* 1936年）
- 2008年 - デーブ・スミス（英語版）、プロ野球選手（* 1955年）
- 2008年 - ジャスティン・レヴェンス、総合格闘家（* 1980年）
- 2009年 - ジェニファー・ジョーンズ、女優（* 1919年）
- 2009年 - アミーン・アル＝ハフィズ（英語版）、政治家、シリア・アラブ共和国第5代大統領、同第7代、第9代首相（* 1921年）
- 2009年 - アルベルト・ラフォルス・カサマダ、画家、詩人（* 1923年）
- 2009年 - ミレンコ・ミヒッチ（英語版）、元サッカー選手、監督（* 1933年）
- 2009年 - 涌井紀夫、最高裁判所判事（* 1942年）
- 2009年 - 伊東律子[11]、放送プロデューサー、元日本放送協会理事（* 1943年）
- 2009年 - ダン・オバノン、脚本家、映画監督（* 1946年）
- 2009年 - クリス・ヘンリー、アメリカンフットボール選手（* 1983年）
- 2010年 - 藤井総四郎、実業家、元不二家社長（* 1916年)
- 2010年 - フィル・キャバレッタ、プロ野球選手（* 1916年）
- 2010年 - ウォルター・ドロポ（英語版）、プロ野球選手（* 1923年）
- 2010年 - 米田稲次郎[12]、実業家、元極東開発工業社長（* 1923年）
- 2010年 - 工藤昭雄、英文学者、旧・東京都立大学名誉教授（* 1930年)
- 2010年 - 田中八郎[13]、実業家、メガネスーパー創業者（* 1939年)
- 2010年 - キャプテン・ビーフハート、音楽家、画家（* 1941年)
- 2011年 - 金正日、朝鮮民主主義人民共和国国防委員長、朝鮮労働党総書記（* 1941年）
- 2011年 - セザリア・エヴォラ、ファド歌手（* 1941年）
- 2011年 - エバ・エクバル（英語版）、ニュースキャスター、作家、モデル（* 1983年）
- 2012年 - ディーナ・マンフレディーニ、スーパーセンテナリアン（* 1897年）
- 2012年 - ダニエル・イノウエ、政治家、軍人（* 1924年）
- 2012年 - ゴードン・ネルソン、プロレスラー（* 1930年）
- 2012年 - 桜井由躬雄、歴史学者、東京大学名誉教授（* 1945年）
- 2013年 - ジャネット・ラウリー、生物学者（* 1925年）
- 2013年 - 中峯照悦[14]、経済学者、広島大学名誉教授（* 1929年）
- 2013年 - 村上輝夫、卓球選手（* 1936年または1937年）
- 2013年 - かしぶち哲郎、ドラマー、音楽家（ムーンライダーズ）（* 1950年）
- 2014年 - モーリス・デュヴェルジェ、政治学者（* 1917年）
- 2014年 - 山田剛二[15]、実業家、元三菱自動車副社長（* 1921年または1922年）
- 2014年 - 竹鶴威、実業家、元ニッカウヰスキー社長・会長（* 1924年）
- 2015年 - 久米利男[16]、教育者、学校法人甲子園学院長（* 1917年）
- 2015年 - 早石修、医学者（* 1920年）
- 2015年 - 森本晃司、政治家、第60代建設大臣（* 1942年）
- 2016年 - ヘンリー・ハイムリック、医師（* 1920年）
- 2016年 - 小笠原和男、俳人（* 1924年）
- 2016年 - ゴードン・ハント（英語版）、作家、監督、俳優（* 1929年）
- 2016年 - 伊藤巴子[17]、俳優（* 1931年）
- 2017年 - 上田真而子、ドイツ文学者、翻訳家（* 1930年）
- 2017年 - 上江洲均、民俗学者、名桜大学名誉教授（* 1937年）
- 2017年 - 神宮司弥生、声優（* 1965年）
- 2017年 - 末木利文[18]、演出家（* 1939年）
- 2017年 - 稲野龍平[19]、実業家、大森屋会長（* 1940年）
- 2017年 - 妹尾隆一郎、ハーモニカ奏者（* 1949年）
- 2017年 - 木村清隆[20]、実業家、元PALTAC社長（* 1954年）
- 2018年 - 蟹江美根代、ぎんさん四姉妹の五女（* 1923年）
- 2018年 - ガルト・マクダーモット（英語版）、作曲家、ピアニスト、ミュージカル脚本家（* 1928年）
- 2018年 - 11世福井四郎兵衛、能楽師、幸清流小鼓方（* 1930年）
- 2018年 - ジョン・ブルミン、柔道家、空手家、格闘家（* 1933年）
- 2018年 - 杉紀彦、作詞家、放送作家（* 1939年）
- 2018年 - ペニー・マーシャル、映画監督、女優（* 1943年）
- 2018年 - オリベ・カナレス（英語版）、ヘアスタイリスト（* 1956年）
- 2018年 - アンドレイ・スフチャルバコヴ（ロシア語版）、サッカー選手（* 1991年）
- 2019年 - トム・アダムス、イラストレーター（* 1926年）
- 2019年 - 目良浩一、都市研究者、南カリフォルニア大学名誉教授、歴史の真実を求める世界連合会創設者（* 1933年）
- 2019年 - カリン・バルツァー、陸上競技選手、1964年東京オリンピック女子80mハードル金メダリスト（* 1938年）
- 2020年 - 村井範子、音楽学者、フェリス女学院大学名誉教授（* 1924年）
- 2020年 - 坂本百大、哲学者（* 1928年）
- 2020年 - スタンリー・カウエル、ジャズ・ピアニスト（* 1941年）
- 2020年 - 林家こん平、落語家（* 1943年）
- 2020年 - 水谷功、実業家、元水谷建設会長（* 1945年）
- 2020年 - ジェレミー・ブロック、俳優（* 1945年）
- 2020年 - ティム・デ・パラヴィチーニ（英語版）、オーディオ機器技術者（* 1945年）
- 2020年 - ピエール・ブヨヤ、政治家、軍人、第3・7代ブルンジ大統領（* 1949年）
- 2021年 - 清水達三、画家、日本芸術院会員（* 1936年）
- 2021年 - イヴ・バビッツ、ビジュアルアーティスト、作家（* 1943年）
- 2022年 - 千種秀夫、裁判官、元最高裁判所判事（* 1932年）
- 2022年 - 治山正次、実業家、はるやま商事創業者、はるやまホールディングス名誉会長（* 1932年）
- 2022年 - 関口安義、日本近代文学研究者、都留文科大学名誉教授（* 1935年）
- 2022年 - 田中裕二、ドラマー、ミュージシャン（安全地帯）（* 1957年）
- 2022年 - 斎藤久志、映画監督、脚本家（* 1959年）
- 2023年 - 藤原新平、演出家（* 1928年）
- 2023年 - オタール・イオセリアーニ、映画監督（* 1934年）
- 2023年 - 寺尾常史、元大相撲力士、年寄20代錣山（* 1963年）

### 人物以外（動物など）
- 1967年 - キーストン、競走馬（* 1962年）

## 記念日・年中行事
- 建国記念日（ ブータン）
1907年のこの日、ウゲン・ワンチュクがブータンの初代国王に即位した。
- 飛行機の日
1903年のこの日、アメリカ・ノースカロライナ州のキティホークでライト兄弟が人類初の動力飛行に成功した。
- 春日若宮おん祭（春日大社）
- わちふぃーるどの日（日本）
  - 作家の池田あきこ氏が創作した架空の国「わちふぃーるど」で繰り広げられる猫のダヤンを中心とした仲間たちによるさまざまな冒険や不思議な謎を解いていく魅力的な物語[21]。